# Gutierre de Cetina
Gutierre de Cetina (Siviglia, 1520 – Messico, 1557) è stato un poeta spagnolo, del Rinascimento e del Secolo d'Oro.